# Hr.Ms. Bantam (1938)
Hr.Ms. Bantam (HMV 4) was een gewestelijk vaartuig van de ABC-klasse, bij de Gouvernementsmarine. Het schip is vernoemd naar de stad Bantam op het Indonesische eiland Java. De Bantam, gebouwd door de Droogdok Maatschappij uit Tandjong Priok, werd gemilitariseerd en ingericht als hulpmijnenveger 4 in dienst genomen. Op 2 maart 1942 werd de Bantam door de eigen bemanning onklaar gemaakt en in de haven van Tandjong Priok tot zinken gebracht.

## De Bantam in Japanse dienst
Het schip werd door de Japanse strijdkrachten gelicht en omgebouwd tot onderzeebootjager en werd op 10 augustus 1943 als hulponderzeebootjager 117 in dienst genomen. Het schip werd op 23 juli 1945 bij Kalimantan door de Amerikaanse onderzeeboot Hardhead getorpedeerd.